# Sender Ulm-Ermingen
Der Sender Ulm-Ermingen ist eine Sendeanlage der Deutsche Funkturm für UKW, Mobilfunk, Richtfunk und digitales Fernsehen. Er befindet sich in der Nähe der Ortschaft Ermingen, einem westlichen Stadtteil von Ulm.
Als Antennenträger kommt ein freistehender Stahlbetonturm zum Einsatz. Dieser Turm, der über keine für die Öffentlichkeit regulär zugänglichen Bereiche verfügt, ist 154,6 m hoch, wovon der Schaft eine Höhe von 110 m beträgt, bei einem Durchmesser von 11,5 Metern unten und 2,9 Metern oben. In 43 m, 58 m, 70 m und 81 m Höhe besitzt der Turm Richtfunkplattformen. Der anschließende Antennenmast besteht aus einem 29,9 m langen Stahlrohr und darauf einem 15,3 m hohen GfK-Zylinder, in denen sich die Antennen für das digitale Fernsehen (DVB-T) befinden.
Der Fernmeldeturm Ulm-Ermingen ist ein Typenturm der ehemaligen Bundespost. Er gehört – wie auch der Sender Heubach – zum Typ D, von dem nur fünf Exemplare gebaut wurden.

## Frequenzen und Programme

### Analoges Radio (UKW)
Beim Antennendiagramm sind im Falle gerichteter Strahlung die Hauptstrahlrichtungen in Grad angegeben. In UKW werden folgende Programme ausgestrahlt:
| Frequenz (MHz) | Logo | Programm               | RDS PS   | RDS PI                | Regionalisierung  | ERP (kW) | Antennendiagramm rund (ND)/gerichtet (D) | Polarisation horizontal (H)/vertikal (V) |
| -------------- | ---- | ---------------------- | -------- | --------------------- | ----------------- | -------- | ---------------------------------------- | ---------------------------------------- |
| 91,50          |      | Deutschlandfunk Kultur | Dlf_Kult | D220                  | –                 | 1        | gerichtet (70–120°)                      | H                                        |
| 99,70          |      | bigFM                  | _bigFM__ | D8A9 (regional), D3A9 | Baden-Württemberg | 1        | gerichtet (20–110°, 170–240°)            | H                                        |
| 101,80         |      | Radio 7                | RADIO_7_ | D60B (regional), D30B | Ulm               | 10       | rund                                     | H                                        |
| 102,60         |      | Radio free FM          | _freeFM_ | 160B                  | –                 | 1        | gerichtet (40–110°)                      | H                                        |
| 103,50         |      | Deutschlandfunk        | __Dlf___ | D210                  | –                 | 0,5      | gerichtet (30–150°)                      | H                                        |
| 105,90         |      | Donau 3 FM             | DONAU3FM | DA08                  | –                 | 5        | rund                                     | H                                        |

Bis etwa 1990 diente der Turm zur Verbreitung eines Radioprogramms des AFN auf 100,7 MHz.

### Digitales Fernsehen (DVB-T2 HD)
Am 24. Oktober 2018 wurde der Regelbetrieb von DVB-T2 HD aufgenommen. Seitdem senden im DVB-T2-Standard die Programme der ARD (SWR-Mux) und ZDF im HEVC-Videokodierverfahren und in Full-HD-Auflösung.
Am 27. November 2007 wurde die analoge Ausstrahlung der Fernsehprogramme ZDF (Kanal 33; 320 kW) und SWR Fernsehen (Kanal 54; 330 kW) beendet und der Sender Ulm-Ermingen auf DVB-T umgestellt. DVB-T wird im Gleichwellenbetrieb (Single Frequency Network) mit anderen Sendestandorten ausgestrahlt.
| Kanal | Frequenz (MHz) | Multiplex                            | Programme im Multiplex                                                                             | ERP (kW) | Antennendiagramm rund (ND)/ gerichtet (D) | Polarisation horizontal (H)/ vertikal (V) | Modulations- verfahren | FEC | Guard- intervall | Bitrate (MBit/s) | SFN                                        |
| ----- | -------------- | ------------------------------------ | -------------------------------------------------------------------------------------------------- | -------- | ----------------------------------------- | ----------------------------------------- | ---------------------- | --- | ---------------- | ---------------- | ------------------------------------------ |
| 43    | 650            | ARD Digital (SWR)                    | - Das Erste HD - One HD - tagesschau24 HD - phoenix HD - arte HD                                   | 50       | ND                                        | H                                         | 64-QAM                 | 3/5 | 19/256           | 24,5             | Raichberg, Sender Ravensburg, Ulm-Ermingen |
| 47    | 682            | ARD regional (SWR) Baden-Württemberg | - SWR Fernsehen BW HD - SWR Fernsehen RP HD - BR Fernsehen HD - hr-fernsehen HD - WDR Fernsehen HD | 50       | ND                                        | H                                         | 64-QAM                 | 3/5 | 19/256           | 24,5             | Raichberg, Sender Ravensburg, Ulm-Ermingen |
| 37    | 602            | ZDFmobil                             | - ZDF HD - ZDFneo HD - ZDFinfo HD - KiKA HD - 3sat HD                                              | 50       | ND                                        | H                                         | 64-QAM                 | 3/5 | 19/128           | 24,5             | Raichberg, Sender Ravensburg, Ulm-Ermingen |

### Analoges Fernsehen (PAL)
Vor der Umstellung auf DVB-T diente der Sendestandort weiterhin für analoges Fernsehen:
| Kanal | Frequenz (MHz) | Programm                        | ERP (kW) | Sendediagramm rund (ND)/ gerichtet (D) | Polarisation horizontal (H)/ vertikal (V) |
| ----- | -------------- | ------------------------------- | -------- | -------------------------------------- | ----------------------------------------- |
| 33    | 567,25         | ZDF                             | 380      | D                                      | H                                         |
| 36    | 591,25         | Sat.1                           | 3,3      | D                                      | H                                         |
| 39    | 615,25         | RTL                             | 3,3      | D                                      | H                                         |
| 48    | 687,25         | Sport1                          | 5        | D                                      | H                                         |
| 51    | 711,25         | ProSieben                       | 1        | D                                      | H                                         |
| 54    | 735,25         | SWR Fernsehen Baden-Württemberg | 330      | D                                      | H                                         |